# Slovenská sporiteľňa
Slovenská sporiteľňa, a.s. – założony w 1825 roku słowacki bank z siedzibą w Bratysławie. Jest największym bankiem komercyjnym na Słowacji. Od 2001 roku stanowi część Erste Group.